# Khu bảo tồn tự nhiên Trung Suriname
Khu bảo tồn tự nhiên Trung Suriname (tiếng Hà Lan: Centraal Suriname Natuurreservaat (CSNR)) được thành lập vào năm 1998 bởi Tổ chức Bảo tồn Quốc tế và chính phủ của Suriname. Nó đã được công nhận là một Di sản thế giới của UNESCO vào năm 2000 bởi hệ sinh thái với các khu rừng nhiệt đới nhiệt đới nguyên sơ, và có chứa 16.000 km2 (6,178 sq mi) hệ sinh thái núi và rừng nhiệt đới vùng đất thấp bao gồm cả các phần của các Tây nguyên Guyana.
Một số các tính năng nổi bật của Khu bảo tồn tự nhiên Trung Suriname là có một số mái vòm đá granit - là các tảng đá granit nguyên khối nhô lên với các khu rừng nhiệt đới xung quanh. Bề mặt cằn cỗi của đá granit được tiếp xúc với tác động của môi trường tạo ra sinh cảnh độc đáo với các loài thực vật đặc hữu. Nổi bật nhất trong số các vòm đá granit được biết đến là mái vòm Voltzberg, cao 245 mét.
Điểm tham quan khác bao gồm các Julianatop (1.230 mét), ngọn núi cao nhất ở Suriname, Tafelberg (1.026 mét), Van Stockum Berg (360 mét), Duivelsei, một tảng đá cân bằng trên cạnh của một ngọn núi. 